# Hang Fire
Hang Fire är en låt skriven av Mick Jagger och Keith Richards och lanserad av The Rolling Stones på albumet Tattoo You 1981. I april 1982 släpptes låten som singel för den amerikanska marknaden där den också blev hyfsat framgångsrik. Låten förblev endast ett albumspår i Europa.
Låten går i ett snabbt tempo, och texten handlar om England och den hopplösa ekonomiska situation som landet befann sig i vid tidpunkten. Låttiteln "hang fire" är slang för att inte göra något åt en situation, slappna av, vara lat eller vänta på bättre tider.

## Listplaceringar
- Billboard Hot 100, USA: #20[1]